# غابي لطيف
غابي لطيف أو كابي لطيف، إعلامية لبنانية لها بصمة في الإعلام العربي بالإجمال والإعلام اللبناني بالتحديد، وصاحبة مدرسة في الأداء الإذاعي والتلفزيوني بشهادة كبار الأقلام في الصحافة العربية. مسيرتها ترتكز على الحوار بين الثقافات وهو الدور الذي تقوم به من خلال أنشطتها وبرامجها الثقافية والحوارية. حاورت آلاف الشخصيات، ونقلت آلاف الاحداث الثقافية والفنية والاجتماعية إلى المتلقي.

## سيرتها
ولدت في حي «الاشرفيه» ببيروت، ترعرعت بين الكتب والموسوعات العربية والفرنسية من جهة. من جهة ثانية، ربيت على ترداد اسم كبير في عالم الفكر وهو خال جدتها لامّها المؤرّخ الكبير الدكتور «فيليب حتي» الذي يعتبر أفضل من كتب عن تاريخ العرب ودورهم.
بدأت مسيرتها الإعلامية في منتصف السبعينات في تلفزيون لبنان عام 1973، فكانت حاضرة في ذاكرة اللبنانيين. عرفت بأسلوبها التلفزيوني وأدائها الرفيع الذي غدا مدرسة في الفن الإعلامي. عملت في إذاعة بيروت وفي إذاعة«صوت لبنان» قبل أن تلتحق بإذاعة مونت كارلو في باريس بداية عام 1986 ، التي احتضنتها وامتزج اسمها باسمها.
خريجة كلية الإعلام قسم الصحافة في الجامعة اللبنانية 1978، حائزة على ماستر في الدراسات العليا في الاعلام الثقافي من جامعة السوربون الثالثة في باريس عام 2007 بدرجة ممتاز جداً.
في لبنان قدمت العديد من البرامج في تلفزيون لبنان مع رياض شرارة، نهى الخطيب سعادة، غاستون شيخاني وجان كلود بولس. أما في باريس فقدمت العديد من البرامج الإذاعية من أشهرها «الوجه الآخر» الذي استضاف كبار الشخصيات السياسية والثقافية والفنية في العالم العربي، «وبرنامج لقاء الجمعة»  والطاولة المستديرة التي أدارتها من المقهى الأدبي في معهد العالم العربي بباريس وتضم حولها مجموعة من المفكرين والمختصين. حاورت كبريات الشخصيات العربية والفرنسية. تؤمن بالحوار وبدور الإعلام في نهضة المجتمع والإنسان. أبرز لقاءاتها الاذاعية اللقاء الفريد الذي أجرته مع السيدة فيروز عام 1994 في العاصمة البريطانية..